# Cheiraster richardsoni
Cheiraster richardsoni är en sjöstjärneart som beskrevs av Fell 1958. Cheiraster richardsoni ingår i släktet Cheiraster och familjen nålsjöstjärnor. Inga underarter finns listade i Catalogue of Life.